# Osiedle Zdrojowe (Pińczów)
Osiedle Zdrojowe – osiedle na terenie miasta Pińczowa, będące jednostką pomocniczą gminy Pińczów.
Zostało utworzone na mocy uchwały nr XXXIII/357/2021 Rady Miejskiej w Pińczowie. Uzyskało status obszaru ochrony uzdrowiskowej ("Obszar Ochrony Uzdrowiskowej Pińczów”), wraz z częścią sołectwa Włochy – Osiedlem Górki-Włochy i sołectwami: Pasturka, Bogucice Drugie oraz Grochowiska, położonymi na obszarze gminy Pińczów, na mocy rozporządzenia Rady Ministrów z dnia 5 sierpnia 2024 r.